# Амсон, Гастон
Гастон Марсель Амсон (фр. Gaston Marcel Amson, 17 ноября 1873 — 16 июля 1960) — французский фехтовальщик, призёр Олимпийских игр.

## Биография
Родился в 1873 году в Париже. В 1920 году принял участие в Олимпийских играх в Антверпене, где стал обладателем серебряной медали в командном первенстве в фехтовании на рапирах, и бронзовой — в командном первенстве в фехтовании на шпагах. В 1928 году принял участие в Олимпийских играх в Амстердаме, где стал обладателем серебряной медали в командном первенстве в фехтовании на шпагах.